# Eesti Karikas 2019-2020
La Coppa d'Estonia 2019-2020 (in estone Eesti Karikas) è stata la 28ª edizione del torneo. La competizione è iniziata il 6 giugno 2019 ed è terminata il 4 luglio 2020. Il Flora Tallinn ha vinto il trofeo per l'ottava volta nella sua storia.

## Formula del torneo
La griglia delle partite è stata stilata il 25 maggio 2019, giorno della finale dell'edizione precedente.
Gli accoppiamenti, così come il turno di ingresso nel torneo, sono sorteggiati in modo totalmente casuale e non ci sono teste di serie.
I sorteggi per il secondo turno sono stati effettuati il 15 luglio 2019.
| Turno                | Numero di incontri | Squadre | Entrano a questo turno | Data sorteggio    |
| -------------------- | ------------------ | ------- | --- | ----------------- |
| Primo turno          | 25                 | 89 → 64 | 5 squadre di Meistriliiga 3 squadra di Esiliiga 2 squadre di Esiliiga B 10 squadre di II Liiga 17 squadre di III Liiga 4 squadre di IV Liiga 9 squadre di Rahvaliiga | 25 maggio 2019    |
| Secondo turno        | 32                 | 64 → 32 | 5 squadre di Meistriliiga 4 squadre di Esiliiga 5 squadre di Esiliiga B 6 squadre di II Liiga 7 squadre di III Liiga 4 squadre di IV Liiga 8 squadre di Rahvaliiga   | 15 luglio 2019    |
| Sedicesimi di finale | 16                 | 32 → 16 | – | 9 agosto 2019     |
| Ottavi di finale     | 8                  | 16 → 8  | – | 11 settembre 2019 |
| Quarti di finale     | 4                  | 8 → 4   | – | 29 febbraio 2020  |
| Semifinali           | 2                  | 4 → 2   | – | 28 maggio 2020    |
| Finale               | 1                  | 2 → 1   | – |                   |

## Squadre partecipanti
Le 10 squadre della Meistriliiga 2019
- 5 al primo turno: Maardu, Paide, Tammeka Tartu, Trans Narva, Tulevik Viljandi.
- 5 al secondo turno: Flora Tallinn, Kalev Tallinn, Kalju Nõmme, Kuressaare, Levadia Tallinn.

7 delle 10 squadre dell'Esiliiga 2019
- 3 al primo turno: Elva, Järve Kohtla-Järve, Tarvas Rakvere.
- 4 al secondo turno: Flora Tallinn U21, TJK Legion, Vaprus Pärnu, Welco Tartu.

7 delle 10 squadre dell'Esiliiga B 2019
- 2 al primo turno: Pärnu JK, Volta Põhja-Tallinn.
- 5 al secondo turno: Keila, Helios Võru, Nõmme United, Tabasalu, Viimsi.

16 delle 28 squadre di II Liiga 2019
- 10 al primo turno: FCI Tallinn, Flora Tallinn U19, Järve Kohtla-Järve II, Kalev Tallinn III, Noorus-96 Jõgeva, Paide 3, Piraaja Tallinn, Põhja-Sakala, TJK Legion 2, Viimsi II.
- 6 al secondo turno: Kose, Läänemaa, Poseidon Pärnu, Raplamaa, Volta Põhja-Tallinn II, Wolves Jõgeva.

24 squadre di III Liiga 2019
- 17 al primo turno: Aliens Maardu, EMÜ, Eston Villa, Helios Tartu, Igiliikur Maarjamäe, Kadrina, Kernu Kadakas, Poseidon Pärnu II, Märjamaa, Olympic Tallinn, Otepää, Püsivus Kohila, Tammeka Tartu IV, Vastseliina, Warrior Valga, Zapoos Tallinn, Zenit Tallinn.
- 7 al secondo turno: Anija, Hell Hunt Tallinn, Järva-Jaani, Loo, Rumori Calcio, Tarvastu-Tõrva, Wolves Äksi.

8 squadre di IV Liiga 2019
- 4 al primo turno: FC Lelle, FC TransferWise, Soccernet, Wolves Tallinn.
- 4 al secondo turno: Eston Villa II, Jalgpallihaigla, Kriistine, Lõvid Viimsi.

17 squadre di Rahvaliiga 2019
- 9 al primo turno: FC Sssolutions, JK 32.Keskkoll, Maksatransport, Mauruse Saurused, Metsis Tallinn, Mulgi Karksi-Nuia, Rumori Calcio II, Sadam Pärnu, Vikings Tallinn.
- 8 al secondo turno: Elbato, Kohtla-Nõmme, NPM Silmet, Puhkus Mehhikos, Rasmus Värki JK, ReUnited Tabasalu, Team Helm, Teleios Laagri.

## Primo turno
| Squadra 1             | Risultato   | Squadra 2          |
| --------------------- | ----------- | ------------------ |
| 4 giugno 2019         |             |                    |
| Paide 3               | 13 – 2      | Mauruse Saurused   |
| 8 giugno 2019         |             |                    |
| Helios Tartu          | 5 – 1       | Rumori Calcio II   |
| 12 giugno 2019        |             |                    |
| Tammeka Tartu IV      | 0 – 4       | Kalev Tallinn III  |
| 13 giugno 2019        |             |                    |
| Zapoos Tallinn        | w/o         | Zenit Tallinn      |
| Mulgi Karksi-Nuia     | 0 – 1       | Wolves Tallinn     |
| 19 giugno 2019        |             |                    |
| Järve Kohtla-Järve II | w/o         | JK 32.Keskkoll     |
| Viimsi II             | 1 – 2       | Igiliikur          |
| Eston Villa           | 15 – 0      | Metsis Tallinn     |
| 20 giugno 2019        |             |                    |
| Kernu Kadakas         | 3 – 1       | Maksatransport     |
| FC Lelle              | 2 – 1       | FC TransferWise    |
| Marjamaa              | 6 *         | FC Sssolutions     |
| Soccernet             | 1 – 3       | Vastseliina        |
| 21 giugno 2019        |             |                    |
| Piraaja Tallinn       | 1 – 3       | TJK Legion 2       |
| 26 giugno 2019        |             |                    |
| Püsivus Kohila        | 0 – 5       | Sadam Pärnu        |
| 27 giugno 2019        |             |                    |
| Flora Tallinn U19     | 10 – 0      | Poseidon Parnu II  |
| Noorus-96 Jõgeva      | 2 – 4 (dts) | Otepää             |
| 9 luglio 2019         |             |                    |
| Olympic Tallinn       | 1 – 9       | Paide              |
| 13 luglio 2019        |             |                    |
| Maardu                | 12 – 0      | Warrior Valga      |
| Trans Narva           | w/o         | Aliens Maardu      |
| Põhja-Sakala          | 5 – 2 (dts) | Pärnu JK           |
| Volta Põhja-Tallinn   | 18 *        | Vikings Tallinn    |
| Tarvas Rakvere        | 0 – 3       | Järve Kohtla-Järve |
| Tulevik Viljandi      | w/o         | Kadrina            |
| 15 luglio 2019        |             |                    |
| Tammeka Tartu         | 8 – 1       | FCI Tallinn        |
| 24 luglio 2019        |             |                    |
| Elva                  | 3 – 0       | EMÜ                |

## Secondo turno
| Squadra 1              | Risultato       | Squadra 2             |
| ---------------------- | --------------- | --------------------- |
| 25 luglio 2019         |                 |                       |
| Jalgpallihaigla        | 2 – 7           | Tarvastu ja Tõrva     |
| 27 luglio 2019         |                 |                       |
| Wolves Tallinn         | 5 – 1           | Vastseliina           |
| Kuressaare             | 12 – 1          | Kernu Kadakas         |
| 28 luglio 2019         |                 |                       |
| TJK Legion 2           | 9 – 0           | Wolves Äksi           |
| Põhja-Sakala           | 5 – 1           | Helios Tartu          |
| Team Helm              | 3 – 2           | Rumori Calcio         |
| 29 luglio 2019         |                 |                       |
| Teleios Laagri         | 2 – 4           | Volta Põhja-Tallinn   |
| 31 luglio 2019         |                 |                       |
| Läänemaa               | 1 – 5           | Flora Tallinn U21     |
| Järve Kohtla-Järve     | 0 – 1           | Helios Võru           |
| 1º agosto 2019         |                 |                       |
| Järva-Jaani            | 1 – 10          | Welco Tartu           |
| Loo                    | 0 – 1           | Eston Villa II        |
| Volta Põhja-Tallinn II | 6 – 0           | Wolves Jõgeva         |
| 2 agosto 2019          |                 |                       |
| ReUnited Tabasalu      | 5 – 1           | Poseidon Pärnu        |
| 6 agosto 2019          |                 |                       |
| TJK Legion             | 0 – 7           | Trans Narva           |
| Levadia Tallinn        | 7 – 0           | Zenit Tallinn         |
| Nõmme United           | 1 – 3           | Tammeka Tartu         |
| Vaprus Pärnu           | 2 – 3           | Kalev Tallinn III     |
| Viimsi                 | 2 – 0           | Raplamaa              |
| FC Elbato              | 0 – 3           | Maardu                |
| Kristiine              | 0 – 10          | Paide                 |
| Puhkus Mehhikos        | 0 – 6           | Järve Kohtla-Järve II |
| Hell Hunt Tallinn      | 0 – 1           | Kalev Tallinn         |
| 7 agosto 2019          |                 |                       |
| Anija                  | 2 – 1           | Märjamaa              |
| Elva                   | 7 – 0           | Lõvid Viimsi          |
| Igiliikur              | 1 – 7           | Tulevik Viljandi      |
| FC Lelle               | 0 – 1           | Tabasalu              |
| 11 agosto 2019         |                 |                       |
| NPM Silmet             | 5 – 2           | Flora Tallinn U19     |
| 12 agosto 2019         |                 |                       |
| Kose                   | 0 – 5           | Paide 3               |
| 13 agosto 2019         |                 |                       |
| Sadam Pärnu            | 1 – 1 (3-4 dtr) | Otepää                |
| 14 agosto 2019         |                 |                       |
| Rasmus Värki JK        | 2 – 2 (5-3 dtr) | Eston Villa           |
| 20 agosto 2019         |                 |                       |
| Flora Tallinn          | 12 – 0          | Kohtla-Nõmme          |
| 21 agosto 2019         |                 |                       |
| Kalju Nõmme            | 2 – 0           | Keila                 |

## Sedicesimi di finale
| Squadra 1              | Risultato        | Squadra 2           |
| ---------------------- | ---------------- | ------------------- |
| 20 agosto 2019         |                  |                     |
| Põhja-Sakala           | 0 – 3            | Kalev Tallinn       |
| Tarvastu ja Tõrva      | 1 – 4            | Elva                |
| 24 agosto 2019         |                  |                     |
| ReUnited Tabasalu      | 5 – 2            | NPM Silmet          |
| 27 agosto 2019         |                  |                     |
| Rasmus Värki JK        | 3 – 0            | Anija               |
| 4 settembre 2019       |                  |                     |
| Paide                  | 13 – 0           | Volta Põhja-Tallinn |
| Tulevik Viljandi       | 11 – 0           | Wolves Tallinn      |
| TJK Legion 2           | 0 – 1            | Tammeka Tartu       |
| 5 settembre 2019       |                  |                     |
| Volta Põhja-Tallinn II | 2 – 0            | Viimsi              |
| 7 settembre 2019       |                  |                     |
| Team Helm              | 1 – 21           | Levadia Tallinn     |
| Helios Võru            | 2 – 1            | Welco Tartu         |
| 11 settembre 2019      |                  |                     |
| Järve Kohtla-Järve II  | 1 – 1 (10-9 dtr) | Kalev Tallinn III   |
| 25 settembre 2019      |                  |                     |
| Kuressaare             | 1 – 3            | Trans Narva         |
| 9 ottobre 2019         |                  |                     |
| Eston Villa II         | 3 – 0            | Otepää              |
| 12 ottobre 2019        |                  |                     |
| Paide 3                | 0 – 3 (dts)      | Kalju Nõmme         |
| 23 ottobre 2019        |                  |                     |
| Maardu                 | 0 – 7            | Flora Tallinn       |
| 29 ottobre 2019        |                  |                     |
| Tabasalu               | 2 – 1            | Flora Tallinn U21   |

## Ottavi di finale
| Squadra 1         | Risultato | Squadra 2              |
| ----------------- | --------- | ---------------------- |
| 25 settembre 2019 |           |                        |
| ReUnited Tabasalu | 1 – 2     | Järve Kohtla-Järve II  |
| 13 ottobre 2019   |           |                        |
| Rasmus Värki JK   | 0 – 1     | Helios Võru            |
| 22 ottobre 2019   |           |                        |
| Trans Narva       | 21 – 0    | Eston Villa II         |
| 23 ottobre 2019   |           |                        |
| Kalev Tallinn     | 7 – 0     | Volta Põhja-Tallinn II |
| Levadia Tallinn   | 1 – 2     | Kalju Nõmme            |
| 30 ottobre 2019   |           |                        |
| Paide             | 1 – 3     | Flora Tallinn          |
| Tulevik Viljandi  | 0 – 1     | Tammeka Tartu          |
| 6 novembre 2019   |           |                        |
| Elva              | 2 – 0     | Tabasalu               |

## Quarti di finale
| Squadra 1     | Risultato | Squadra 2             |
| ------------- | --------- | --------------------- |
| 10 marzo 2020 |           |                       |
| Elva          | 3 – 1     | Järve Kohtla-Järve II |
| Kalju Nõmme   | 1 – 2     | Trans Narva           |
| 11 marzo 2020 |           |                       |
| Tammeka Tartu | 0 – 3     | Flora Tallinn         |
| Helios Võru   | 0 – 6     | Kalev Tallinn         |

## Semifinali
| Squadra 1      | Risultato | Squadra 2     |
| -------------- | --------- | ------------- |
| 20 giugno 2020 |           |               |
| Elva           | 2 – 4     | Flora Tallinn |
| Trans Narva    | 4 – 1     | Kalev Tallinn |

## Finale
| Arbitro: | Joonas Jaanovits |

|                        |           |              |
| Vassiljev 18’ Pürg 73’ | Marcatori | Tounkara 28’ |